# Live in Lisbon (Monder-Malaby-Rainey-Album)
Live in Lisbon ist ein Jazzalbum von Ben Monder, Tony Malaby und Tom Rainey. Die am 14.   November 2021 in der PENHA SCO Arte Cooperativa in Lissabon entstandenen Aufnahmen erschienen am 17. Juli 2022 auf dem Label Robalo.

## Hintergrund
Der Gitarrist Ben Monder stellte während der COVID-19-Pandemie im März 2020 ein Trio mit dem Saxophonisten Tony Malaby und dem Schlagzeuger Tom Rainey zusammen, um bei seinem regelmäßig Dienstags stattfindenden Auftritten in der 55 Bar in New York zu spielen. Das Trio verzichtete auf schriftlich ausgearbeitete Kompositionen und verlegte sich stattdessen auf völlig improvisierte Aufführungen; der Mitschnitt erschien auf dem Album Live at the 55 Bar (Sunnyside, 2021). Bedingt durch die folgenden Lockdowns konnte das Trio erst 21 Monate später auf Tournee nach Europa gehen; im November 2021 konzertierte das Trio in Lissabon.

## Titelliste

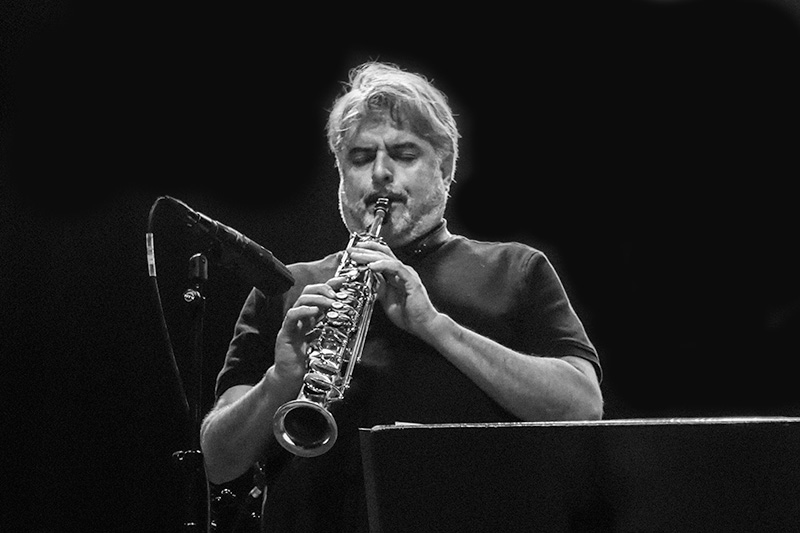
Tony Malaby (2020)

- Ben Monder / Tony Malaby / Tom Rainey: Live in Lisbon (Robalo 023)[2]

1. Oort Cloud 21:04
2. Tyche 10:41
3. Hirrokkin 11:21

Die Kompositionen stammen von Ben Monder, Tony Malaby und Tom Rainey.

## Rezeption
Das SARS-CoV-2-Virus sei zum Zeitpunkt des Konzerts weiterhin „eine bekannte Unbekannte“ gewesen, schrieb Mark Corroto in All About Jazz über Live in Lisbon, und die Musik des Trios würde im gleichen ahnungsvollen Zeitgeist wie auf dem Vorgängeralbum bleiben. Dieses fast namenlose, unbekannte Gebiet werde erneut erkundet. In „Oort Cloud“ würde das Trio mit Monders schweren Gitarreneffekten, gepaart mit Malabys beeindruckendem Saxophonspiel und dem wirbelnden Trommeln von Rainey, kaum die Füße vom Gaspedal nehmen. Im weiteren Verlauf setzten „Tyche“ und „Hyrrokkin“ denselben Modus fort und bauten auf diesem Sog auf. Die Musik klinge sowohl erschütternd als auch kathartisch.
Das Trio würde eine angespannte und intensive Atmosphäre mit vielfältigen Farben und Stimmungen schaffen, „immer eine unwiederholbare Reise in sich selbst“, die man als avantgardistisch bezeichnen könne, hieß es in Jazz Valley. Monder erzeuge all diese Sounds und Texturen mit einer Ibanez Artist-Gitarre, der einzigen Gitarre, die er nach eigenen Angaben braucht, und auch wenn es um Verstärker geht, suche er nicht nach den modernsten auf dem Markt. Der Gitarrist habe sich damit seine musikalische Identität geschaffen; er besitze inzwischen eine persönliche Sprache, die ständig neue Erfahrungen und Klänge erforsche und den Zuhörer in zutiefst komplexe Traumwelten entführe.